# Efrem Casagrande
Efrem Casagrande (Vittorio Veneto, 6 maggio 1924 – Pordenone, 28 gennaio 1991) è stato un pianista, compositore e direttore di coro italiano.

## Biografia

### Gli studi accademici
Nacque a Vittorio Veneto nel 1924, conseguì il diploma di pianoforte nel 1942 presso il Conservatorio di Venezia, sotto la guida del Maestro Erminia Foltran Carpenè, allieva di Buonamici e di Busoni e fondatrice della scuola pianistica di Conegliano. In seguito  ottenne il diploma di Musica corale e direzione di coro e di Composizione sempre al Conservatorio di Venezia con ottimi voti. Si perfezionò al Mozarteum di Salisburgo in Austria.

### Attività concertistica
Svolse una intensa e brillante carriera pianistica tenendo concerti in tutto il mondo accompagnando artisti di fama internazionale tra cui Fedora Barbieri, Piero Cappuccilli, Maria Chiara, Fiorenza Cossotto, Mirella Freni, Raina Kabaivanska, Luciano Pavarotti, Nicola Rossi-Lemeni, Renata Scotto, Giulietta Simionato, Ebe Stignani, Uto Ughi e altri grandi cantanti lirici.
Lo spirito eclettico, la vivacità intellettuale e la profonda preparazione permisero ad Efrem Casagrande di esprimere la propria arte in vari ambiti musicali, dalla saggistica e critica giornalistica, dagli spettacoli di arte popolare e folklore internazionale alla musica colta, alle revisioni di antiche opere vocali e strumentali, alle prime esecuzioni di musiche contemporanee nelle principali città italiane ed estere ( Amburgo, Parigi, Vienna, Monaco, Losanna, Basilea, Helsinki, Stoccolma, Leningrado, Berlino, Granada, Innsbruck, Budapest, Tokyo, Barcellona, Amsterdam, Bruxelles, Belgrado, Copenaghen ); dalle commedie musicali di Manhattan alla All America Television Production e alle tournée della Lirica italiana in Scandinavia, Belgio, Paesi Bassi, Germania,    Austria,    Svizzera,    Rhodesia,   Unione    Sudafricana, Giappone.
Direttore d'orchestra della RAI, consulente musicale dal 1953 al 1974; ha partecipato ad oltre 300 trasmissioni e concerti radiovisivi come pianista in studio per le produzioni di opere liriche, direttore d'orchestra, assistente di regia, autore di testi e di presentazioni.

### Attività compositiva
Arrangiatore e compositore di commedie musicali e colonne sonore per programmi culturali, commedie e romanzi sceneggiati (C'era una volta, l'ex alunno, Lei e gli altri ecc. ). Autore di circa 150  composizioni  per  vari  organici, in  gran  parte pubblicate (Ricordi Bèrben, Pro Musica Stadium, Replay, Zanibon, Carish, Suvini-Zerboni, Zanoni ecc..), registrate e trasmesse dalla RAI e da vari enti radiotelevisivi europei, ed incise su dischi (Fonit-Cetra, Carosello, Fonola, RCA, Ariston, Carish, CMC).
Tra i suoi innumerevoli lavori di saggistica pubblicati si segnalano: La storia degli strumenti musicali (Ed. Bèrben); I cristallofoni (Ed. Curci); Conoscere Schumann ecc.  Ha svolto una intensa attività di conferenziere ed è stato co-redattore dell'Antologia Corale Ricordi, delle Rassegne di Studi Musicali dell'Accademia dei Concordi, del Centro Musicologico dell'Università di Padova e del Centro Rinascimento Musicale di Firenze. Ha curato le revisione e la strumentazione dell'opera Arlecchinata di Salieri (in cartellone in teatri americani, tedeschi e olandesi) e la versione ritmica italiana dell'opera giapponese L'Airone d'argento di Jkuma Dan per le edizioni Boosey e Kawkes di Londra (con direzione della prima esecuzione al Teatro dell'Accademia delle Belle Arti di Napoli). Ha tenuto otto seminari di interpretazione della musica vocale italiana per le Fondazioni Asahi e Mainichi a Tokyo, Losaka, Nagoya e all'Università di Tokushima. Insieme alla moglie Rina Checchi, soprano, curò la preparazione vocale ed interpretativa di molti cantanti; tra questi si ricorda il basso Ferruccio Furlanetto che da molti anni calca le scene dei maggiori teatri del mondo.
Casagrande ha dedicato una gran parte della sua produzione alla musica corale con la composizione di numerosi mottetti per coro a cappella, ma di assoluto rilievo sono anche le sue elaborazioni di canti popolari provenienti dalla tradizione orale soprattutto di provenieza veneta.
Per tale motivo a lui è stato dedicato il Gran Prix di uno dei più prestigiosi concorsi nazionali di Canto Corale che si svolge annualmente a Vittorio Veneto sua città natale e di cui è stato uno dei cofondatori e direttore per alcuni anni anche direttore artistico.

### Attività accademica e ruoli istituzionali
Docente presso i Conservatori di Venezia, Verona e Castelfranco Veneto, nonché ai Corsi superiori di perfezionamento di canto lirico al Liceo di Vercelli; direttore dei Conservatori di Rovigo e Cosenza.
Direttore d'orchestra del III Festival internazionale del Teatro di Villa Olmo di Como, Teatro Lirico di Milano, Teatro Regio di Parma, Radio Johannesburg, Kursaal di Berna, di Amsterdam, Teatri Comunali di Bologna, Treviso, l'Aquila, Istituzione dei concerti di Cagliari; regista di produzioni operistiche a Cagliari, Vienna, Monaco di Baviera, Napoli, Milano, Ravenna, Osaka
Presidente e cofondatore dell'A.S.A.C.Veneto, vice presidente nazionale dell'U.S.C.I. cofondatore della Feniarco,  presidente della Commissione artistica della Fondazione italiana musica strumentale, direttore dell'Accademia corale del Teatro alla Scala.  Fondatore e presidente di numerose istituzioni musicali, membro di varie commissioni di concorsi nazionali e internazionali, direttore artistico di stagione concertistiche e di molte associazioni musicali tra cui la Società Corale Vittoriese «L. Da Ponte» e gli «Amici della Musica» di Vittorio Veneto; fondatore e direttore artistico del Concorso nazionale corale «Trofei Città di Vittorio Veneto»; direttore del Coro A.N.A. di Vittorio Veneto.

### Alcuni riconoscimenti
Numerosi i riconoscimenti:
- Medaglia d'oro Benemeriti della Cultura e dell'Arte

- Trofeo Ezzelino

- Castello d'oro

- Stella Alpina d'oro

- Segno della Riconoscenza delle Penne Mozze

- Primo Premio giornalistico  Città  di  Aqui  Terme  1987

- Premio  Sante  Zanon  1990.

Morì a Pordenone nel 1991. A suo nome è stata intitolata una via pubblica a Vittorio Veneto.
| Controllo di autorità | SBN CFIV128717 |